# Захаров, Николай Герасимович
Никола́й Гера́симович Заха́ров (16 декабря 1925, Большой Карай, Балашовский уезд, Саратовская губерния, РСФСР, СССР — 13 февраля 2022, Санкт-Петербург) — слесарь контрольно-измерительной аппаратуры и автоматики Ленинградского завода «Радиоприбор» Министерства радиопромышленности СССР, Герой Социалистического Труда (1977).

## Биография
Родился 16 декабря 1925 года в селе Большой Карай Балашовского уезда Саратовской губернии (ныне в Романовском районе Саратовской области). По национальности русский.
Окончил 9 классов средней школы, с началом Великой Отечественной войны мобилизован на строительство оборонительных сооружений под Ленинградом. Будучи на оккупированной территории, в июне 1942 года вступил в 5-ю партизанскую бригаду Ленинградской области.
В январе (по другим данным, в марте) 1943 года — призван Ленинским районным военкоматом Ленинграда в армию. С марта 1943 года — в действующей армии, воевал в составе 314-й стрелковой дивизии на Волховском фронте, с января 1944 года — на Ленинградском фронте. Участник Ленинградско-Новгородской (январь-февраль 1944) и Выборгской (июнь 1944) наступательных операциях, во время которой был тяжело ранен. Выписавшись из госпиталя, с октября 1944 года до конца войны — разведчик взвода разведки артиллерийского дивизиона 106-й гаубичной артиллерийской бригады большой мощности 15-й артиллерийской дивизии прорыва на 2-м Белорусском фронте, участник Восточно-Прусской наступательной операции (январь-апрель 1945) и штурма Кёнигсберга (апрель 1945).
После окончания войны продолжал службу в армии, демобилизовался в 1950 году в звании сержанта. Трудился инспектором по благоустройству в Пушкинском районном совете депутатов трудящихся города Ленинграда. С 1951 года — слесарь контрольно-измерительных приборов на Ижорском заводе. С 1954 года — слесарь-расходомерщик в управлении «Центрметаллургоавтоматика» (Ленинград).
В мае 1955 года трудоустроился на завод № 794 (с 1957 — предприятие «п/я № 104», с 1966 — Ленинградский завод «Радиоприбор», ныне — ОАО «Завод „Радиоприбор“»), где проработал до пенсии на разных должностях: сначала механик-приборист, с сентября 1960 — слесарь по ремонту приборов и автоматики центральной измерительной лаборатории завода, с февраля 1976 года — слесарь контрольно-измерительной аппаратуры и автоматики в отделе главного метролога. Получил высший квалификационный разряд, новатор производства, был председателем Совета бригадиров завода. За отличную работу и трудовые достижения многократно был победителем социалистического соревнования, ему присуждалось звание «Ударник труда 9-11 пятилеток».
«Закрытым» указом Президиума Верховного Совета СССР от 9 июня 1977 года «за выдающиеся успехи, достигнутые в выполнении плана 1976 года и принятых социалистических обязательств» удостоен звания Героя Социалистического Труда с вручением ордена Ленина и золотой медали «Серп и Молот».
В марте 2002 года в возрасте 76 лет вышел на заслуженный отдых. Жил в Санкт-Петербурге.
Награждён орденами Ленина (9.06.1977), Отечественной войны 2-й степени (11.03.1985), двумя орденами Красной Звезды (24.01.1945, 10.04.1945), орденом «Знак Почёта» (26.04.1971), медалью «За взятие Кёнигсберга», другими медалями. Отличник изобретательства и рационализаторства.
Похоронен на Волковском православном кладбище Санкт-Петербурга.